# Comarca da Terra de Melide
Pertencem à Comarca da Terra de Melide na Província da Corunha os seguintes Concelhos: Melide, São Tisso, Sobrado e Toques.